# Erling Steinvegg
Erling Magnusson, conocido por su apodo Erling Steinvegg (lit. ‘Muro de Piedra’) (en nórdico antiguo: Erling Magnússon Steinveggr; fallecido en marzo de 1207). Fue un pretendiente al trono de Noruega por parte de la facción conocida como los bagler, durante las guerras civiles noruegas. Supuestamente era un hijo ilegítimo del rey Magnus V.

## Biografía
Los bagler habían perdido fuerza cuando su principal apoyo, la Iglesia, se había reconciliado con sus enemigos tradicionales, los birkebeiner, en 1202 y su rey, Inge Magnusson, fue asesinado ese mismo año. A la muerte de este último, apareció en escena Erling Steinvegg, quien se erigió en Dinamarca como el nuevo candidato de los bagler. Sin embargo, las pocas posibilidades de éxito lo hicieron desistir de una guerra contra el rey birkebeiner, Haakon III, quien a la sazón era el único gobernante del reino.
La pronta muerte de Haakon III en 1204 hizo que la corona recayera en un niño de cuatro años, Guttorm. La debilidad del nuevo gobierno fue el momento propicio para que Erling Steinvegg se levantase en armas a principios de 1204 y fuese nombrado rey de los bagler. Erling se sometió a la ordalía para probar su ascendencia real, y contó con el respaldo del obispo de Oslo y del rey Valdemar II de Dinamarca, quien llegó a Tønsberg con una gran flota de guerra.
La guerra civil contra Guttorm (quien falleció ese mismo año), y después contra Inge II fue bastante intensa. Los bagler lograron el control en la región de Viken, pero Erling murió en marzo de 1207. Fue sucedido entre los bagler por Felipe Simonsson.

## Descendencia
Tuvo dos hijos ilegítimos:
- Magnus Erlingsson (n. 1199), murió joven.
- Sigurd Ribbung